# Peder Jensen-Lysholt
 Der er flere personer med dette navn, se Peter Jensen.
Peder Jensen, kendt som Peder Jensen-Lysholt (20. marts 1843 på gården Store Lysholt i Hornstrup Sogn ved Vejle – 6. juli 1900 i Odense) var en dansk gårdejer og politiker.
Han var søn af gårdejer Jens Pedersen, kom på Uldum Højskole og senere på Næsgaard Agerbrugsskole på Falster. Han var avlsforvalter i tre år og 1866-69 gårdbestyrer. I 1869 købte Peder Jensen gården Bjørnkær i sit fødesogn, men overtog 1881 den fædrene gård Store Lysholt efter sin stedfar, Søren Christensen, og solgte samme år Bjørnkær. 1871-77 og 1883-88 var han medlem af Hornstrup Sogneråd, deraf i seks år dets formand, og Jensen var også taksationsmand for offentlige og umyndiges midler fra 1881, medlem af Hingsteskuekommissionen for Vejle Amt fra 1890, taksationsmand for Hingsteforsikringsforeningen Danmark, medlem af bestyrelsen for Vejle Amts Landboforening og dens formand 1891-95 og indtil 1893 herredsvurderingsmand for Husmandskreditforeningen.
Ved landstingsvalget 19. september 1894 blev han opstillet og valgt i 10. kreds, men døde inden valgperiodens udløb. Han repræsenterede Det Forhandlende Venstre og fra 1895-97 en af Landstingets sekretærer. Peder Jensen døde i 1900 i Odense, hvor han opholdt sig som dommer ved landmandsforsamlingen.